# Барби и три мушкетёра
«Барби и три мушкетёра» (англ. Barbie and the Three Musketeers) — анимационный фильм 2009 года из серии мультфильмов о Барби. Мультфильм снят по мотивам романа «Три мушкетёра», который написал Александр Дюма (отец).

## Сюжет
Корин — деревенская девушка из Гаскони, которая мечтает стать мушкетёром. Она едет в Париж с письмом для месье Тревилля, капитана мушкетёров и старого друга её отца, в надежде стать мушкетёром.
Но быть им непросто для Корин. Она устраивается во дворец служанкой и знакомится с другими служанками. Это три девушки, которые тоже мечтают стать мушкетёрами — Вивека, Арамина и Рене. В королевском дворце зреет заговор — готовится покушение на жизнь почти совершеннолетнего принца Луи, который вот-вот вступит на престол. До совершеннолетия принца страной правит регент Филипп. На следующий день девушки работают, и огромная хрустальная люстра падает с потолка — принц Луи чудом избегает гибели, а Вивека, Арамина и Рене демонстрирует свои мушкетёрские навыки. Корин также находит рубин из шпаги и видит, что канат, на котором держалась люстра, был обрезан.
Старая служанка по имени Хэлен подслушивает разговор девушек и проводит их сквозь секретный ход, ведущий в старую комнату для тренировок мушкетёров. Хэлен соглашается тренировать четырёх девушек, чтобы помочь им стать настоящими мушкетёрами. Скоро девушки доводят до совершенства их мушкетёрские навыки.
Однажды, в то время, как Корин мыла окна, она замечает принца Луи зацепившимся за веревочную лестницу его летящего воздушного шара и бежит помочь принцу. Он благодарит Корин, но позже она замечает, что канат, которым был привязан воздушный шар, обрезан, как и в случае с люстрой.
Вечером Корин, Вивека, Арамина и Рене идут по тёмной, тихой улице. Они замечают мужчину, который вытаскивает оружие, и Корин понимает, что найденный ею рубин у люстры выпал из этого кинжала. Вскоре девушки выясняют, что люди регента хотят пронести оружие на бал-маскарад, чтобы убить принца.
В конце Корин и её подруги спасают принца от злобного регента. Принц объявляет девушек королевскими мушкетёрами. Корин, Вивека, Арамина и Рене едут на лошадях и хором говорят: «Один за всех и все за одного!»

## Отсылки к оригинальному произведению
- Париж, столица страны.
- Бывшую соседку девушек по комнате зовут Констанция. В романе Констанция Бонасье — женщина, в которую влюблён д’Артаньян.
- Одна из гостей на бале-маскараде представляется как леди Винтер, которая была антагонисткой в оригинальном произведении.
- Месье Тревиль, капитан мушкетёров, назван в честь капитана в оригинальном произведении — месье де Тревиля.
- Отрывок, когда Корин сталкивается с каждой из девушек и приводит их в ярость, отсылает к началу оригинальной истории, где д’Артаньян случайно сталкивается с каждым из мушкетёров, непреднамеренно расстраивает каждого и зарабатывает себе вызов на дуэль.
- Корин — родом из Гаскони, д’Артаньян — тоже родом из Гаскони.
- Тим Карри, который озвучивает Филиппа в фильме, также играл кардинала Ришельё в Диснеевской версии «Трёх мушкетёров»

## Персонажи
- Корин д`Артаньян (англ. Corinne) — главная героиня мультфильма, провинциальная девушка из Гаскони. Внешне очень похожа на Барби — серо-синеглазая блондинка. Смелая, уверенная и решительная девушка, она стремится стать мушкетёром. Её цвет — розовый, а её главным оружием является шпага.
- Вивека (англ. Viveca) — стильная и остроумная модница, любит шить и создавать наряды. Именно она шьёт платья девушкам к балу-маскараду. Она часто употребляет в речи французские слова. Кареглазая светлокожая шатенка. Её любимый цвет — фиолетовый, а её оружие — пара длинных лент, которые можно использовать как кнуты или можно опутать и обезоружить врага.
- Арамина (англ. Aramina) — танцовщица-идеалистка. В душе романтик, обожает танцы и книги, цитирует Шекспира. Она имеет зелёные глаза и рыжие волосы. Судя по всему, она ирландского происхождения. Ей немного нравится принц Луи. Арамина обожает бирюзовый цвет, а её оружие — два веера.
- Рене (англ. Renee) — практичная, но немного недружелюбная скрипачка. Последняя подружилась с Корин. У неё темная кожа, чёрные волосы и карие глаза. Любимый цвет Рене — синий, а её оружие — ожерелье с драгоценным камнем, которое она использует как пращу.
- Филипп (англ. Philippe) — главный злодей мультфильма. Хочет убить принца, чтобы самому стать королём.
- Принц Луи (англ. Prince Louis) — Людовик XIV. Изобретательный, создаёт огромный воздушный шар для полётов. Влюбляется в Корин.
- Месье Тревиль (англ. Monsieur Treville) — капитан королевских мушкетеров.
- Мадам де Боссе (англ. Madame de Bossé) — начальница Хелен, Корин, Вивеки, Арамины и Рене, когда они были служанками. Довольно алчная, строгая и придирчивая, рада донести принцу на служанок. В конце фильма меняется постом с Хелен, чему совсем не рада.
- Хэлен (англ. Helen) — старая служанка, которая тренировала Корин, Арамину, Вивеку и Рене. В прошлом тренировалась вместе с другими мушкетёрами.